# Donkey Kong Jr. Math
Donkey Kong Jr. Math, ursprungligen utgivet i Japan som Donkey Kong Jr.'s Math play (ドンキーコングJR.の算数遊び Donkī Kongu Junia no Sansū Asobi?), även utgivet som Jr. Math Lesson (JR.算数レッスン Junia Sansū Ressun?)), är lek och lär-spel utgivet av Nintendo. Spelet är ett plattformsspel i Donkey Kong-serien, där matematiska gåtor skall lösas. Spelet släpptes till Nintendo Famicom i Japan 1983.

### Fotnoter
1. 1 2  ”Donkey Kong Jr. Math”. NES DB. 1 mars 1983. Arkiverad från originalet den 27 juni 2014. https://archive.is/20140627204721/http://www.nesdb.se/game_more.php?id=374&rid=4. Läst 27 juni 2014.